# Élections présidentielles sous la Cinquième République dans le Rhône
Depuis l'adoption de la Constitution de la Cinquième République française en 1958, dix élections présidentielles ont eu lieu afin d'élire le président de la République. Cette page présente les résultats de ces élections dans le Rhône.

## Synthèse des résultats du second tour
Le Rhône vote traditionnellement plus à droite que la France. C'est en particulier le cas en 1988 où le département a placé en tête Jacques Chirac (51,54 %) devant François Mitterrand (48,46 %) ou en 1995 où Jacques Chirac obtient 5 points de plus qu'au niveau national. En 2012, Nicolas Sarkozy arrive également en tête (52,02 %) devant François Hollande. En 2017, Emmanuel Macron obtient plus de 7 points de plus qu'au niveau national (73,59 %).
| année | Répartition des exprimés | Répartition des exprimés | Participation (% des inscrits) | Blancs ou nuls (% des votants) |

| 2022 | Emmanuel Macron (68,65%) (France : 58,55 %) | Marine Le Pen (31,35 %) (France : 41,45 %) | 73,33 % (France : 71,99 %) | 5,45 % (France : 6,23 %) |

| 2017 | Emmanuel Macron (73,59 %) (France : 66,10 %) | Marine Le Pen (26,41 %) (France : 33,90 %) | 74,92 % (France : 77,77 %) | 1,55 % (France : 2,47 %) |

| 2012 | François Hollande (47,98 %) (France : 51,64 %) | Nicolas Sarkozy (52,02 %) (France : 48,36 %) | 81,58 % (France : 80,35 %) | 1,59 % (France : 5,82 %) |

| 2007 | Nicolas Sarkozy (57,09 %) (France : 53,06 %) | Ségolène Royal (42,91 %) (France : 46,94 %) | 86,39 % (France : 83,97 %) | 1,02 % (France : 4,20 %) |

| 2002 | Jacques Chirac (81,27 %) (France : 82,21 %) | J.-M. Le Pen (18,73 %) (France : 17,79 %) | 74,2 % (France : 79,71 %) | 2,63 % (France : 3,38 %) |

| 1995 | Jacques Chirac (57,93 %) (France : 52,64 %) | Lionel Jospin (42,07 %) (France : 47,36 %) | 80,18 % (France : 78,38 %) | 2,28 % (France : 2,81 %) |

| 1988 | François Mitterrand (48,46 %) (France : 54,02 %) | Jacques Chirac (51,54 %) (France : 45,98 % %) | 80,24 % (France : 81,35 %) | 1,58 % (France : 2,00 %) |

| 1981 | François Mitterrand (50,75 %) (France : 51,76 %) | Valéry Giscard d'Estaing (49,25 %) (France : 48,24 %) | 78,95 % (France : 81,09 %) | 1,48 % (France : 1,62 %) |

| 1974 | Valéry Giscard d'Estaing (52,71 %) (France : 50,81 %) | François Mitterrand (47,29 %) (France : 49,19 %) | 84,06 % (France : 84,23 %) | 0,64 % (France : 0,92 %) |

| 1969 | Georges Pompidou (57,19 %) (France : 58,21 %) | Alain Poher (42,81 %) (France : 41,79 %) | 77,32 % (France : 77,59 %) | 0,97 % (France : 1,29 %) |

| 1965 | Charles de Gaulle (53,42 %) (France : 55,20 %) | François Mitterrand (46,58 %) (France : 44,80 %) | 84,44 % (France : 84,75 %) | 0,79 % (France : 1,01 %) |

|  | ▲ |

## Résultats détaillés par scrutin

### 2022
Arrivé en tête du premier tour, le président sortant Emmanuel Macron (27,85 %) affronte Marine Le Pen (23,15 %), un duel identique à celui du scrutin de 2017. C'est la deuxième fois qu'un second tour opposant les mêmes candidats à deux scrutins présidentiels consécutifs a lieu après ceux où se sont affrontés Valéry Giscard d'Estaing et François Mitterrand en 1974 et 1981.
En troisième position avec 21,95 % des voix, Jean-Luc Mélenchon réalise le score le plus élevé de ses trois candidatures et arrive largement en tête de la gauche, mais échoue à accéder au second tour, avec environ 400 000 voix de moins que Marine Le Pen.
Une nouvelle fois, les partis politiques traditionnels sont absents du second tour, dans des proportions encore plus importantes que lors de la précédente élection. Le Parti socialiste et Les Républicains, représentés respectivement par Anne Hidalgo et Valérie Pécresse, s'effondrent avec des scores historiquement faibles et n'atteignent pas le seuil des 5 %, condition permettant d'être remboursé des frais de campagne.
Le second tour voit Emmanuel Macron l'emporter par 58,55 % des suffrages exprimés, permettant ainsi au président sortant d'entamer un second mandat. Le septennat ayant été aboli en 2000, il devient ainsi le premier président de la République française à être réélu pour un deuxième quinquennat, le deuxième président de la Cinquième République réélu hors période de cohabitation et le quatrième président de la Cinquième République réélu.
Dans le Rhône, Emmanuel Macron arrive en tête du premier tour avec 30,61% des exprimés, suivi de Jean-Luc Mélenchon (25,20%), Marine Le Pen (16,55%) et Éric Zemmour (8,16%). Au second tour, les électeurs ont voté à 68,65% pour Emmanuel Macron contre 31,35% pour Marine Le Pen avec un taux de participation de 73,33% des inscrits.
| Candidats                | Candidats                | Partis                   | Premier tour | Premier tour | Second tour | Second tour |
| Candidats                | Candidats                | Partis                   | Voix         | %            | Voix        | %           |
| ------------------------ | ------------------------ | ------------------------ | ------------ | ------------ | ----------- | ----------- |
|                          | Emmanuel Macron          | LREM                     | 278 243      | 30,61        | 550 592     | 68,65       |
|                          | Jean-Luc Mélenchon       | LFI                      | 229 036      | 25,20        |             |             |
|                          | Marine Le Pen            | RN                       | 150 463      | 16,55        | 251 470     | 31,35       |
|                          | Éric Zemmour             | REC                      | 74 168       | 8,16         |             |             |
|                          | Yannick Jadot            | EELV                     | 51 907       | 5,71         |             |             |
|                          | Valérie Pécresse         | LR                       | 50 263       | 5,53         |             |             |
|                          | Jean Lassalle            | RES                      | 17 572       | 1,93         |             |             |
|                          | Nicolas Dupont-Aignan    | DLF                      | 16 487       | 1,81         |             |             |
|                          | Fabien Roussel           | PCF                      | 15 938       | 1,75         |             |             |
|                          | Anne Hidalgo             | PS                       | 15 895       | 1,75         |             |             |
|                          | Philippe Poutou          | NPA                      | 5 267        | 0,58         |             |             |
|                          | Nathalie Arthaud         | LO                       | 3 774        | 0,42         |             |             |
|                          |                          |                          |              |              |             |             |
| Votes valides            | Votes valides            | Votes valides            | 909 013      | 98,20        | 802 062     | 92,55       |
| Votes blancs             | Votes blancs             | Votes blancs             | 12 708       | 1,37         | 49 484      | 5,71        |
| Votes nuls               | Votes nuls               | Votes nuls               | 3 925        | 0,42         | 15 038      | 1,74        |
| Total                    | Total                    | Total                    | 925 646      | 100          | 866 584     | 100         |
| Abstention               | Abstention               | Abstention               | 255 580      | 21,64        | 315 207     | 26,67       |
| Inscrits / participation | Inscrits / participation | Inscrits / participation | 1 181 226    | 78,36        | 1 181 791   | 73,33       |

### 2017
Le premier tour de l'élection présidentielle de 2017 voit s'affronter onze candidats. Emmanuel Macron arrive en tête devant Marine Le Pen et tous deux se qualifient pour le second tour. Néanmoins, avec François Fillon et Jean-Luc Mélenchon, les scores des quatre candidats ayant recueilli le plus de voix sont serrés (4,43 points entre le 1er et le 4e). Pour la première fois, aucun des candidats des deux partis politiques pourvoyeurs jusque-là des présidents de la Ve République, n'est présent au second tour. Celui-ci se tient le dimanche 7 mai et se solde par la victoire d'Emmanuel Macron, avec un total de 20 753 798 bulletins de vote en sa faveur, soit 66,10 % des suffrages exprimés, face à la candidate du Front national, qui recueille 33,90 %. Le scrutin est néanmoins marqué par une forte abstention et par un record de votes blancs ou nuls.
Dans le Rhône, Emmanuel Macron arrive en tête du premier tour avec 26,58 % des exprimés, suivi de François Fillon (23,16 %), Jean-Luc Mélenchon (19,7 %), Marine Le Pen (16,26 %) et Benoît Hamon (6,76 %). Au second tour, les électeurs ont voté à 73,59 % pour Emmanuel Macron contre 26,41 % pour Marine Le Pen avec un taux de participation de 74,92 % des inscrits.
|             | EM          | Emmanuel Macron       | 236 137   | 26,58 %    | 572 015   | 73,59 %    |  |  |
|             | LR          | François Fillon       | 205 781   | 23,16 %    |           |            |  |  |
|             | LFi         | Jean-Luc Mélenchon    | 175 051   | 19,7 %     |           |            |  |  |
|             | FN          | Marine Le Pen         | 144 476   | 16,26 %    | 205 317   | 26,41 %    |  |  |
|             | PS          | Benoît Hamon          | 60 094    | 6,76 %     |           |            |  |  |
|             | DlF         | Nicolas Dupont-Aignan | 38 429    | 4,33 %     |           |            |  |  |
|             | UPR         | François Asselineau   | 9 188     | 1,03 %     |           |            |  |  |
|             | NPA         | Philippe Poutou       | 7 146     | 0,8 %      |           |            |  |  |
|             | RES         | Jean Lassalle         | 6 703     | 0,75 %     |           |            |  |  |
|             | LO          | Nathalie Arthaud      | 4 061     | 0,46 %     |           |            |  |  |
|             | SeP         | Jacques Cheminade     | 1 446     | 0,16 %     |           |            |  |  |
|             |             |                       |           |            |           |            |  |  |
|             |             |                       | Nombre    | % inscrits | Nombre    | % inscrits |  |  |
| Inscrits    | Inscrits    | Inscrits              | 1 155 604 |            | 1 155 506 |            |  |  |
| Abstentions | Abstentions | Abstentions           | 249 073   | 21,55 %    | 289 848   | 25,08 %    |  |  |
| Votants     | Votants     | Votants               | 906 531   | 78,45 %    | 865 658   | 74,92 %    |  |  |
|             |             |                       |           |            |           |            |  |  |
|             |             |                       |           | % votants  |           | % votants  |  |  |
| Blancs      | Blancs      | Blancs                | 13 460    | 1,16 %     | 69 066    | 5,98 %     |  |  |
| Nuls        | Nuls        | Nuls                  | 4 559     | 0,39 %     | 19 260    | 1,67 %     |  |  |
| Exprimés    | Exprimés    | Exprimés              | 888 512   | 76,89 %    | 777 332   | 67,27 %    |  |  |

### 2012
Hollande, désigné par le PS à la suite d'une primaire ouverte, devance Sarkozy dès le premier tour de l'élection présidentielle de 2012 : c'est la première fois qu'un président sortant est ainsi devancé. Au second tour, Sarkozy est battu mais par un écart plus faible qu'attendu.
Dans le Rhône, Nicolas Sarkozy arrive en tête du premier tour avec 30,77 % des exprimés, suivi de François Hollande (26,91 %), Marine Le Pen (15,09 %), Jean-Luc Mélenchon (10,74 %) et François Bayrou (10,3 %). Au second tour, les électeurs ont voté à 47,98 % pour François Hollande contre 52,02 % pour Nicolas Sarkozy avec un taux de participation de 81,19 % des inscrits.
|                | UMP            | Nicolas Sarkozy       | 271 922   | 30,77 %    | 443 370   | 52,02 %    |  |  |
|                | PS             | François Hollande     | 237 779   | 26,91 %    | 408 899   | 47,98 %    |  |  |
|                | FN             | Marine Le Pen         | 133 322   | 15,09 %    |           |            |  |  |
|                | FG             | Jean-Luc Mélenchon    | 94 876    | 10,74 %    |           |            |  |  |
|                | MoDem          | François Bayrou       | 91 042    | 10,3 %     |           |            |  |  |
|                | EELV           | Éva Joly              | 25 611    | 2,9 %      |           |            |  |  |
|                | DLF            | Nicolas Dupont-Aignan | 15 203    | 1,72 %     |           |            |  |  |
|                | NPA            | Philippe Poutou       | 7 412     | 0,84 %     |           |            |  |  |
|                | LO             | Nathalie Arthaud      | 4 220     | 0,48 %     |           |            |  |  |
|                | S&P            | Jacques Cheminade     | 2 264     | 0,26 %     |           |            |  |  |
|                |                |                       |           |            |           |            |  |  |
|                |                |                       | Nombre    | % inscrits | Nombre    | % inscrits |  |  |
| Inscrits       | Inscrits       | Inscrits              | 1 100 632 |            | 1 100 976 |            |  |  |
| Abstentions    | Abstentions    | Abstentions           | 202 748   | 18,42 %    | 207 138   | 18,81 %    |  |  |
| Votants        | Votants        | Votants               | 897 884   | 81,58 %    | 893 838   | 81,19 %    |  |  |
|                |                |                       |           |            |           |            |  |  |
|                |                |                       |           | % votants  |           | % votants  |  |  |
| Blancs ou nuls | Blancs ou nuls | Blancs ou nuls        | 14 233    | 1,59 %     | 41 569    | 4,65 %     |  |  |
| Exprimés       | Exprimés       | Exprimés              | 883 651   | 98,41 %    | 852 269   | 98,41 %    |  |  |

### 2007
Au premier tour de l'élection présidentielle de 2007, Sarkozy réussit à capter une partie des voix de Le Pen et arrive largement en tête. Royal est la première femme qualifiée pour le second tour d'une élection présidentielle. Elle est battue avec une avance de 6 points.
Dans le Rhône, Nicolas Sarkozy arrive en tête du premier tour avec 35,07 % des exprimés, suivi de Ségolène Royal (23,86 %), François Bayrou (20,91 %), Jean-Marie Le Pen (9,09 %) et Olivier Besancenot (3,02 %). Au second tour, les électeurs ont voté à 57,09 % pour Nicolas Sarkozy contre 42,91 % pour Ségolène Royal avec un taux de participation de 85,26 % des inscrits.
|                | UMP            | Nicolas Sarkozy      | 311 204   | 35,07 %    | 485 628   | 57,09 %    |  |  |
|                | PS             | Ségolène Royal       | 211 736   | 23,86 %    | 364 978   | 42,91 %    |  |  |
|                | UDF            | François Bayrou      | 185 528   | 20,91 %    |           |            |  |  |
|                | FN             | Jean-Marie Le Pen    | 80 674    | 9,09 %     |           |            |  |  |
|                | LCR            | Olivier Besancenot   | 26 840    | 3,02 %     |           |            |  |  |
|                | MPF            | Philippe de Villiers | 17 247    | 1,94 %     |           |            |  |  |
|                | Les Verts      | Dominique Voynet     | 15 484    | 1,75 %     |           |            |  |  |
|                | GPA            | Marie-George Buffet  | 13 295    | 1,5 %      |           |            |  |  |
|                | SE             | José Bové            | 10 263    | 1,16 %     |           |            |  |  |
|                | LO             | Arlette Laguiller    | 8 681     | 0,98 %     |           |            |  |  |
|                | CPNT           | Frédéric Nihous      | 4 269     | 0,48 %     |           |            |  |  |
|                | CNRSP          | Gérard Schivardi     | 2 056     | 0,23 %     |           |            |  |  |
|                |                |                      |           |            |           |            |  |  |
|                |                |                      | Nombre    | % inscrits | Nombre    | % inscrits |  |  |
| Inscrits       | Inscrits       | Inscrits             | 1 037 635 |            | 1 037 922 |            |  |  |
| Abstentions    | Abstentions    | Abstentions          | 141 181   | 13,61 %    | 153 002   | 14,74 %    |  |  |
| Votants        | Votants        | Votants              | 896 454   | 86,39 %    | 884 920   | 85,26 %    |  |  |
|                |                |                      |           |            |           |            |  |  |
|                |                |                      |           | % votants  |           | % votants  |  |  |
| Blancs ou nuls | Blancs ou nuls | Blancs ou nuls       | 9 177     | 1,02 %     | 34 314    | 3,88 %     |  |  |
| Exprimés       | Exprimés       | Exprimés             | 887 277   | 98,98 %    | 850 606   | 96,12 %    |  |  |

### 2002
Après cinq années de cohabitation, un duel est attendu entre Chirac et le Premier ministre Jospin lors de l'élection présidentielle de 2002, mais, à la surprise générale, ce dernier est devancé par Le Pen au premier tour. Au second tour, Chirac bénéficie du ralliement de la gauche et reçoit un score sans précédent. Il s'agit de la première élection pour un mandat de cinq ans et non plus sept.
Dans le Rhône, Jean-Marie  Le Pen arrive en tête du premier tour avec 19,35 % des exprimés, suivi de Jacques  Chirac (18,07 %), Lionel  Jospin (13,97 %), François Bayrou (8,85 %) et Jean-Pierre  Chevenement (6,65 %). Au second tour, les électeurs ont voté à 81,27 % pour Jacques  Chirac contre 18,73 % pour Jean-Marie  Le Pen avec un taux de participation de 80,99 % des inscrits.
|                | FN             | Jean-Marie Le Pen       | 130 367 | 19,35 %    | 135 486 | 18,73 %    |  |  |
|                | RPR            | Jacques Chirac          | 121 703 | 18,07 %    | 587 735 | 81,27 %    |  |  |
|                | PS             | Lionel Jospin           | 94 101  | 13,97 %    |         |            |  |  |
|                | UDF            | François Bayrou         | 59 622  | 8,85 %     |         |            |  |  |
|                | MC             | Jean-Pierre Chevènement | 44 823  | 6,65 %     |         |            |  |  |
|                | Les Verts      | Noël Mamère             | 40 908  | 6,07 %     |         |            |  |  |
|                | DL             | Alain Madelin           | 38 039  | 5,65 %     |         |            |  |  |
|                | LO             | Arlette Laguiller       | 30 042  | 4,46 %     |         |            |  |  |
|                | LCR            | Olivier Besancenot      | 24 135  | 3,58 %     |         |            |  |  |
|                | PC             | Robert Hue              | 17 012  | 2,53 %     |         |            |  |  |
|                | MNR            | Bruno Mégret            | 17 005  | 2,52 %     |         |            |  |  |
|                | Cap21          | Corinne Lepage          | 16 208  | 2,41 %     |         |            |  |  |
|                | PRG            | Christiane Taubira      | 15 923  | 2,36 %     |         |            |  |  |
|                | CPNT           | Jean Saint-Josse        | 11 073  | 1,64 %     |         |            |  |  |
|                | FRS            | Christine Boutin        | 10 025  | 1,49 %     |         |            |  |  |
|                | PT             | Daniel Gluckstein       | 2 633   | 0,39 %     |         |            |  |  |
|                |                |                         |         |            |         |            |  |  |
|                |                |                         | Nombre  | % inscrits | Nombre  | % inscrits |  |  |
| Inscrits       | Inscrits       | Inscrits                | 932 367 |            | 932 422 |            |  |  |
| Abstentions    | Abstentions    | Abstentions             | 240 538 | 25,8 %     | 177 262 | 19,01 %    |  |  |
| Votants        | Votants        | Votants                 | 691 829 | 74,2 %     | 755 160 | 80,99 %    |  |  |
|                |                |                         |         |            |         |            |  |  |
|                |                |                         |         | % votants  |         | % votants  |  |  |
| Blancs ou nuls | Blancs ou nuls | Blancs ou nuls          | 18 210  | 2,63 %     | 31 939  | 4,23 %     |  |  |
| Exprimés       | Exprimés       | Exprimés                | 673 619 | 97,37 %    | 723 221 | 95,77 %    |  |  |

### 1995
Après une nouvelle cohabitation et alors que la droite est particulièrement divisée entre Chirac et le Premier ministre Balladur, Jospin réussit à arriver en tête au premier tour de l'élection présidentielle de 1995, malgré la très lourde défaite de la gauche aux législatives de 1993. Au second tour, il est battu par Chirac.
Dans le Rhône, Lionel Jospin arrive en tête du premier tour avec 21,71 % des exprimés, suivi d'Édouard Balladur (20,65 %), Jean-Marie Le Pen (19,14 %), Jacques Chirac (18,51 %) et Robert Hue (6,57 %). Au second tour, les électeurs ont voté à 57,93 % pour Jacques Chirac contre 42,07 % pour Lionel Jospin avec un taux de participation de 78,75 % des inscrits.
|                | PS             | Lionel Jospin        | 156 922 | 21,71 %    | 286 757 | 42,07 %    |  |  |
|                | RPR            | Édouard Balladur     | 149 259 | 20,65 %    |         |            |  |  |
|                | FN             | Jean-Marie Le Pen    | 138 401 | 19,14 %    |         |            |  |  |
|                | RPR            | Jacques Chirac       | 133 847 | 18,51 %    | 394 783 | 57,93 %    |  |  |
|                | PC             | Robert Hue           | 47 466  | 6,57 %     |         |            |  |  |
|                | LO             | Arlette Laguiller    | 36 871  | 5,1 %      |         |            |  |  |
|                | MPF            | Philippe de Villiers | 30 993  | 4,29 %     |         |            |  |  |
|                | Les Verts      | Dominique Voynet     | 27 389  | 3,79 %     |         |            |  |  |
|                | S&P            | Jacques Cheminade    | 1 828   | 0,25 %     |         |            |  |  |
|                |                |                      |         |            |         |            |  |  |
|                |                |                      | Nombre  | % inscrits | Nombre  | % inscrits |  |  |
| Inscrits       | Inscrits       | Inscrits             | 922 698 |            | 922 551 |            |  |  |
| Abstentions    | Abstentions    | Abstentions          | 182 871 | 19,82 %    | 196 067 | 21,25 %    |  |  |
| Votants        | Votants        | Votants              | 739 827 | 80,18 %    | 726 484 | 78,75 %    |  |  |
|                |                |                      |         |            |         |            |  |  |
|                |                |                      |         | % votants  |         | % votants  |  |  |
| Blancs ou nuls | Blancs ou nuls | Blancs ou nuls       | 16 851  | 2,28 %     | 44 944  | 6,19 %     |  |  |
| Exprimés       | Exprimés       | Exprimés             | 722 976 | 97,72 %    | 681 540 | 93,81 %    |  |  |

### 1988
Après deux ans de cohabitation, Mitterrand affronte le Premier ministre Chirac lors de l'élection présidentielle de 1988. Le Pen obtient au premier tour un score jusque-là sans précédent pour un parti d'extrême droite. Au second tour, Mitterrand est facilement réélu.
Dans le Rhône, François Mitterrand arrive en tête du premier tour avec 29,32 % des exprimés, suivi de Raymond Barre (21,99 %), Jean-Marie Le Pen (18,03 %), Jacques Chirac (17,36 %) et André Lajoinie (5,46 %). Au second tour, les électeurs ont voté à 51,54 % pour Jacques Chirac contre 48,46 % pour François Mitterrand avec un taux de participation de 82,44 % des inscrits.
|                | PS                    | François Mitterrand | 203 960 | 29,32 %    | 338 075 | 48,46 %    |  |  |
|                | SE                    | Raymond Barre       | 152 918 | 21,99 %    |         |            |  |  |
|                | FN                    | Jean-Marie Le Pen   | 125 406 | 18,03 %    |         |            |  |  |
|                | RPR                   | Jacques Chirac      | 120 767 | 17,36 %    | 359 611 | 51,54 %    |  |  |
|                | PC                    | André Lajoinie      | 37 946  | 5,46 %     |         |            |  |  |
|                | Les Verts             | Antoine Waechter    | 26 478  | 3,81 %     |         |            |  |  |
|                | Communiste rénovateur | Pierre Juquin       | 15 121  | 2,17 %     |         |            |  |  |
|                | LO                    | Arlette Laguiller   | 10 517  | 1,51 %     |         |            |  |  |
|                | MPT                   | Pierre Boussel      | 2 415   | 0,35 %     |         |            |  |  |
|                |                       |                     |         |            |         |            |  |  |
|                |                       |                     | Nombre  | % inscrits | Nombre  | % inscrits |  |  |
| Inscrits       | Inscrits              | Inscrits            | 880 708 |            | 880 679 |            |  |  |
| Abstentions    | Abstentions           | Abstentions         | 174 003 | 19,76 %    | 154 667 | 17,56 %    |  |  |
| Votants        | Votants               | Votants             | 706 705 | 80,24 %    | 726 012 | 82,44 %    |  |  |
|                |                       |                     |         |            |         |            |  |  |
|                |                       |                     |         | % votants  |         | % votants  |  |  |
| Blancs ou nuls | Blancs ou nuls        | Blancs ou nuls      | 11 177  | 1,58 %     | 28 326  | 3,9 %      |  |  |
| Exprimés       | Exprimés              | Exprimés            | 695 528 | 98,42 %    | 697 686 | 96,1 %     |  |  |

### 1981
Lors de l'élection présidentielle de 1981, Giscard d'Estaing arrive en tête au premier tour et affronte, comme la fois précédente, Mitterrand. Pour la première fois, un président sortant est battu : Mitterrand devient le premier président de gauche de la Ve République.
Dans le Rhône, Valéry Giscard d'Estaing arrive en tête du premier tour avec 28,79 % des exprimés, suivi de François Mitterrand (26,15 %), Jacques Chirac (17,59 %), Georges Marchais (13,28 %) et Brice Lalonde (4,73 %). Au second tour, les électeurs ont voté à 52,71 % pour François Mitterrand contre 49,25 % pour Valéry Giscard d'Estaing avec un taux de participation de 84,33 % des inscrits.
|                | UDF            | Valéry Giscard d'Estaing | 190 118 | 28,79 %    | 342 175 | 49,25 %    |  |  |
|                | PS             | François Mitterrand      | 172 694 | 26,15 %    | 352 593 | 50,75 %    |  |  |
|                | RPR            | Jacques Chirac           | 116 161 | 17,59 %    |         |            |  |  |
|                | PC             | Georges Marchais         | 87 705  | 13,28 %    |         |            |  |  |
|                | MEP            | Brice Lalonde            | 31 243  | 4,73 %     |         |            |  |  |
|                | MRG            | Michel Crépeau           | 15 400  | 2,33 %     |         |            |  |  |
|                | LO             | Arlette Laguiller        | 13 360  | 2,02 %     |         |            |  |  |
|                | Divers droite  | Michel Debré             | 11 921  | 1,81 %     |         |            |  |  |
|                | PSU            | Huguette Bouchardeau     | 11 770  | 1,78 %     |         |            |  |  |
|                | Divers droite  | Marie-France Garaud      | 10 011  | 1,52 %     |         |            |  |  |
|                |                |                          |         |            |         |            |  |  |
|                |                |                          | Nombre  | % inscrits | Nombre  | % inscrits |  |  |
| Inscrits       | Inscrits       | Inscrits                 | 849 046 |            | 848 979 |            |  |  |
| Abstentions    | Abstentions    | Abstentions              | 178 710 | 21,05 %    | 133 056 | 15,67 %    |  |  |
| Votants        | Votants        | Votants                  | 670 336 | 78,95 %    | 715 923 | 84,33 %    |  |  |
|                |                |                          |         |            |         |            |  |  |
|                |                |                          |         | % votants  |         | % votants  |  |  |
| Blancs ou nuls | Blancs ou nuls | Blancs ou nuls           | 9 953   | 1,48 %     | 21 155  | 2,95 %     |  |  |
| Exprimés       | Exprimés       | Exprimés                 | 660 383 | 98,52 %    | 694 768 | 97,05 %    |  |  |

### 1974
L'élection présidentielle de 1974 est une élection anticipée à la suite de la mort de Pompidou. Mitterrand, candidat unique de la gauche, est largement en tête au premier tour devant Giscard d'Estaing, qui distance lui-même Chaban-Delmas. Au terme d'une campagne animée, marquée par un débat télévisé tendu, Giscard d'Estaing l'emporte avec une très courte avance.
Dans le Rhône, François Mitterrand arrive en tête du premier tour avec 42,01 % des exprimés, suivi de Valéry Giscard d'Estaing (39,41 %), Jacques Chaban-Delmas (10,12 %), Jean Royer (2,74 %) et Arlette Laguiller (2,03 %). Au second tour, les électeurs ont voté à 52,71 % pour Valéry Giscard d'Estaing contre 47,29 % pour François Mitterrand avec un taux de participation de 86,85 % des inscrits.
|                | PS             | François Mitterrand      | 249 411 | 42,01 %    | 288 710 | 47,29 %    |  |  |
|                | RI             | Valéry Giscard d'Estaing | 233 995 | 39,41 %    | 321 781 | 52,71 %    |  |  |
|                | UDR            | Jacques Chaban-Delmas    | 60 071  | 10,12 %    |         |            |  |  |
|                | SE             | Jean Royer               | 16 247  | 2,74 %     |         |            |  |  |
|                | LO             | Arlette Laguiller        | 12 076  | 2,03 %     |         |            |  |  |
|                | SE, écologiste | René Dumont              | 9 969   | 1,68 %     |         |            |  |  |
|                | FN             | Jean-Marie Le Pen        | 4 622   | 0,78 %     |         |            |  |  |
|                | MDSF           | Émile Muller             | 3 470   | 0,58 %     |         |            |  |  |
|                | FCR            | Alain Krivine            | 1 676   | 0,28 %     |         |            |  |  |
|                | MFE            | Jean-Claude Sebag        | 1 036   | 0,17 %     |         |            |  |  |
|                | NAR            | Bertrand Renouvin        | 902     | 0,15 %     |         |            |  |  |
|                |                |                          |         |            |         |            |  |  |
|                |                |                          | Nombre  | % inscrits | Nombre  | % inscrits |  |  |
| Inscrits       | Inscrits       | Inscrits                 | 710 949 |            | 710 911 |            |  |  |
| Abstentions    | Abstentions    | Abstentions              | 113 352 | 15,94 %    | 93 493  | 13,15 %    |  |  |
| Votants        | Votants        | Votants                  | 597 597 | 84,06 %    | 617 418 | 86,85 %    |  |  |
|                |                |                          |         |            |         |            |  |  |
|                |                |                          |         | % votants  |         | % votants  |  |  |
| Blancs ou nuls | Blancs ou nuls | Blancs ou nuls           | 3 850   | 0,64 %     | 6 927   | 1,12 %     |  |  |
| Exprimés       | Exprimés       | Exprimés                 | 593 747 | 99,36 %    | 610 491 | 98,88 %    |  |  |

### 1969
L'élection présidentielle de 1969 est une élection anticipée à la suite de la démission de De Gaulle. La gauche se lance désunie dans la course et, bien que Duclos (PCF) manque de le devancer, c'est le président par intérim Poher qui accède au second tour face à l'ex-Premier ministre Pompidou. Alors que Duclos refuse d'appeler à voter au second tour pour « bonnet blanc ou blanc bonnet », Pompidou est finalement largement élu.
Dans le Rhône, Georges Pompidou arrive en tête du premier tour avec 42,89 % des exprimés, suivi de Alain Poher (26,46 %), Jacques Duclos (19,74 %), Michel Rocard (4,48 %) et Gaston Defferre (4,26 %). Au second tour, les électeurs ont voté à 57,19 % pour Georges Pompidou contre 42,81 % pour Alain Poher avec un taux de participation de 65,9 % des inscrits.
|                | UDR            | Georges Pompidou | 225 742 | 42,89 %    | 246 226 | 57,19 %    |  |  |
|                | CD             | Alain Poher      | 139 284 | 26,46 %    | 184 307 | 42,81 %    |  |  |
|                | PC             | Jacques Duclos   | 103 892 | 19,74 %    |         |            |  |  |
|                | PSU            | Michel Rocard    | 23 596  | 4,48 %     |         |            |  |  |
|                | SFIO           | Gaston Defferre  | 22 418  | 4,26 %     |         |            |  |  |
|                | SE             | Louis Ducatel    | 6 838   | 1,3 %      |         |            |  |  |
|                | LC             | Alain Krivine    | 4 553   | 0,87 %     |         |            |  |  |
|                |                |                  |         |            |         |            |  |  |
|                |                |                  | Nombre  | % inscrits | Nombre  | % inscrits |  |  |
| Inscrits       | Inscrits       | Inscrits         | 687 437 |            | 687 030 |            |  |  |
| Abstentions    | Abstentions    | Abstentions      | 155 944 | 22,68 %    | 234 256 | 34,1 %     |  |  |
| Votants        | Votants        | Votants          | 531 493 | 77,32 %    | 452 774 | 65,9 %     |  |  |
|                |                |                  |         |            |         |            |  |  |
|                |                |                  |         | % votants  |         | % votants  |  |  |
| Blancs ou nuls | Blancs ou nuls | Blancs ou nuls   | 5 170   | 0,97 %     | 22 241  | 4,91 %     |  |  |
| Exprimés       | Exprimés       | Exprimés         | 526 323 | 99,03 %    | 430 533 | 95,09 %    |  |  |

### 1965
L'élection présidentielle de 1965 est la première élection au suffrage universel direct à la suite du référendum d'octobre 1962. De Gaulle est mis en ballottage, à la surprise générale, par Mitterrand, candidat unique de la gauche. La campagne du second tour est axée sur l'Europe et les relations internationales ainsi que sur l'armement nucléaire. De Gaulle est finalement réélu avec une large avance.
Dans le Rhône, Charles de Gaulle arrive en tête du premier tour avec 37,92 % des exprimés, suivi de François Mitterrand (30,99 %), Jean Lecanuet (21,11 %), Jean-Louis Tixier-Vignancour (6,56 %) et Pierre Marcilhacy (1,93 %). Au second tour, les électeurs ont voté à 53,42 % pour Charles de Gaulle contre 46,58 % pour François Mitterrand avec un taux de participation de 82,45 % des inscrits.
|                | UNR            | Charles de Gaulle            | 197 913 | 37,92 %    | 263 416 | 53,42 %    |  |  |
|                | CIR            | François Mitterrand          | 161 735 | 30,99 %    | 229 694 | 46,58 %    |  |  |
|                | MRP            | Jean Lecanuet                | 110 182 | 21,11 %    |         |            |  |  |
|                | SE             | Jean-Louis Tixier-Vignancour | 34 253  | 6,56 %     |         |            |  |  |
|                | PLE            | Pierre Marcilhacy            | 10 061  | 1,93 %     |         |            |  |  |
|                | SE             | Marcel Barbu                 | 7 785   | 1,49 %     |         |            |  |  |
|                |                |                              |         |            |         |            |  |  |
|                |                |                              | Nombre  | % inscrits | Nombre  | % inscrits |  |  |
| Inscrits       | Inscrits       | Inscrits                     | 623 063 |            | 623 065 |            |  |  |
| Abstentions    | Abstentions    | Abstentions                  | 96 978  | 15,56 %    | 109 325 | 17,55 %    |  |  |
| Votants        | Votants        | Votants                      | 526 085 | 84,44 %    | 513 740 | 82,45 %    |  |  |
|                |                |                              |         |            |         |            |  |  |
|                |                |                              |         | % votants  |         | % votants  |  |  |
| Blancs ou nuls | Blancs ou nuls | Blancs ou nuls               | 4 156   | 0,79 %     | 20 630  | 4,02 %     |  |  |
| Exprimés       | Exprimés       | Exprimés                     | 521 929 | 99,21 %    | 493 110 | 95,98 %    |  |  |